# Cargolet blanc-i-rogenc
El cargolet blanc-i-rogenc (Thryophilus rufalbus) és un ocell de la família dels troglodítids (Troglodytidae).

## Hàbitat i distribució
Habita sotabosc, clars, matolls i vegetació de ribera de les terres baixes des del sud-oest de Chiapas i Guatemala, cap al sud per Nicaragua, fins l'oest de Panamà, nord-est i est de Colòmbia i oest i nord de Veneçuela.